# Tančchon
Tanchčon je přístavní město v Severní Koreji v provincii Jižní Hamgjong. Tanchčon leží u Japonského moře.

## Ekonomika
Jsou zde rozsáhlé nerostné zdroje včetně kobaltu, magnezitu a železné rudy. Město je také známo svou chemickou výrobou a textilním průmyslem, zpracováním kovů, výrobou keramiky a strojírenstvím.

## Doprava
Tanch'ŏn se nachází na železničních tratích P'yŏngra a Hŏch'ŏn, které patří Korejské státní železnici. V roce 2012 byl městský přístav renovován a modernizován. Přístav Tanch'ŏn byl přestavěn a v prosinci 2012 se konala slavnost k příležitosti jeho dokončení. Během ceremonie byl přečten společný blahopřejný vzkaz zaslaný Ústředním výborem Korejské strany práce úředníkům a členům údernických brigád, kteří se vyznamenali při výstavbě přístavu.
V rámci Tanch'ŏnu jezdí trolejbusová linka, která vede od stanice Kumgol v části Kumgol 1-dong až do Kumgol 3-dong v délce přes 6 km. Linka byla otevřena v roce 1986, aby sloužila oblasti těžby v Komdoku, avšak od roku 2011 nebyly na satelitních snímcích zaznamenány žádné trolejbusy.